# Gaudí al millor actor secundari
La següent llista és la dels actors nominats i guanyadors del Premi Gaudí a la Millor interpretació masculina secundària, des de l'any 2009, quan es van crear.

## Palmarès

### Dècada dels 2000
| Any  | Actor           | Pel·lícula                   |
| ---- | --------------- | ---------------------------- |
| 2009 | Pep Anton Muñoz | Benvingut a Farewell-Gutmann |
| 2009 | Fermí Reixach   | El Greco                     |
| 2009 | Dafnis Balduz   | Forasters                    |
| 2009 | Toni Corvillo   | La reencarnació              |

### Dècada dels 2010
| Any  | Actor                 | Pel·lícula                      |
| ---- | --------------------- | ------------------------------- |
| 2010 | Andrés Herrera        | Les dues vides d'Andrés Rabadán |
| 2010 | Fermí Reixach         | The frost                       |
| 2010 | Manuel Rudi           | Cineclub                        |
| 2010 | Sergi López           | Petit indi                      |
| 2011 | Roger Casamajor       | Pa negre                        |
| 2011 | Lluís Homar           | Herois                          |
| 2011 | Fermí Reixach         | La mosquitera                   |
| 2011 | Rubén Jiménez         | Uruguay                         |
| 2012 | Lluís Homar           | Eva                             |
| 2012 | Jose María Blanco     | Open 24h                        |
| 2012 | Jordi Dauder          | Catalunya über alles!           |
| 2012 | Alberto San Juan      | Mentre dorms                    |
| 2013 | Eduard Fernández      | Una pistola a cada mà           |
| 2013 | Francesc Orella       | Els nens salvatges              |
| 2013 | Pere Ponce            | El bosc                         |
| 2013 | Lluís Villanueva      | Fènix 11·23                     |
| 2014 | Ramon Madaula         | La por                          |
| 2014 | José Coronado         | Fill de Caín                    |
| 2014 | Pau Durà              | Tots volem el millor per a ella |
| 2014 | Sergi López           | Ismael                          |
| 2015 | Eduard Fernández      | El Niño                         |
| 2015 | Àlex Batllori         | Stella Cadente                  |
| 2015 | Francesc Garrido      | Stella Cadente                  |
| 2015 | Sergi López           | El Niño                         |
| 2016 | Javier Cámara         | Truman                          |
| 2016 | Andrés Herrera        | Vulcania                        |
| 2016 | Berto Romero          | Anacleto: Agent secret          |
| 2016 | Quim Gutiérrez        | Anacleto: Agent secret          |
| 2017 | Karra Elejalde        | 100 metros                      |
| 2017 | Bruno Bergonzini      | 100 metros                      |
| 2017 | David Verdaguer       | 100 metros                      |
| 2017 | Sergi López           | La propera pell                 |
| 2018 | Oriol Pla             | Incerta glòria                  |
| 2018 | Bill Nighy            | La llibreria                    |
| 2018 | David Verdaguer       | Estiu 1993                      |
| 2018 | Emilio Gutiérrez Cava | Brava                           |
| 2019 | Oriol Pla             | Petra                           |
| 2019 | Alain Hernández       | El fotògraf de Mauthausen       |
| 2019 | Eduard Fernández      | Todos lo saben                  |
| 2019 | Miki Esparbé          | Les distàncies                  |

### Dècada dels 2020
| Any                 | Actor                    | Pel·lícula                     |
| ------------------- | ------------------------ | ------------------------------ |
| 2020                | Enric Auquer             | Quien a hierro mata            |
| 2020                | Àlex Brendemühl          | Madre                          |
| 2020                | Àlex Monner              | La hija de un ladrón           |
| 2020                | Eduard Fernández         | Mientras dure la guerra        |
| 2021                | Alberto San Juan         | Sentimental                    |
| 2021                | Abdel Aziz El Mountassir | La dona il·legal               |
| 2021                | Francesc Orella          | La vampira de Barcelona        |
| 2021                | Ernesto Alterio          | Te quiero, imbécil             |
| 2022                | Valero Escolar           | Sis dies corrents              |
| 2022                | Sergi López              | Mediterráneo                   |
| 2022                | Àlex Monner              | Mediterráneo                   |
| 2022                | Miki Esparbé             | Tres                           |
| 2023                | Alex Brendemühl          | Historias para no contar       |
| 2023                | Eduard Fernández         | Los renglones torcidos de Dios |
| 2023                | Enric Auquer             | Un año, una noche              |
| 2023                | Josep Abad               | Alcarràs                       |
| 2024                | Àlex Brendemühl          | Creatura                       |
| 2024                | Daniel Brühl             | La contadora de películas      |
| 2024                | Hugo Silva               | Un amor                        |
| 2024                | Pedro Casablanc          | Saben aquell                   |
| 2025                |                          |                                |
| David Verdaguer     | El 47                    |                                |
| Carlos Cuevas       | El 47                    |                                |
| Antonio de la Torre | Los destellos            |                                |
| Oriol Pla           | Salve Maria              |                                |
| Enric Auquer        | Casa en flames           |                                |